# Mas Gelat
El Mas Gelat és una obra del municipi de Blanes (Selva) inclosa en l'Inventari del Patrimoni Arquitectònic de Catalunya.

## Descripció
Es tracta d'un edifici de planta rectangular de dues plantes i cobert a dues aigües tombant a laterals. Té tres obertures rectangulars per planta, un rellotge de sol pintat a l'angle superior i la façana pintada bicolor per plantes. Té adossats diversos edificis i gaudeix d'unes ombres frondoses de plataneres.

## Història
És una masia construïda el 1928 per la família Gelat provinent de Can Sabata (actual Can Vivó).